# Ferdinand Julian Egeberg
Ferdinand Julian Egeberg (Moss, 23 november 1842, Tolga, 22 september 1921) was een Noors zakenman en afgevaardigde aan het hof van Oscar II van Zweden. Hij is de naamgever van de Egebergs ærespris, een sportprijs. 

## Achtergrond
Ferdinand Julian Egeberg werd als derde kind geboren in het huwelijk van Peder Cappelen Egeberg en Hanna Wilhelmine Scheel (1813-1874). Op 7 maart 1876  trouwde hij met Lucy Parr (1853-1937), dochter van een groothandelaar en kreeg een vijftal kinderen:
- Westye Parr Egeberg (1877-1959); was militair en ging werken in het bedrijf van zijn vader
- Lilly Annette Egeberg (1878-1964); huwde met bouwer Ole Sverre
- Oscar Fredrik Egeberg (1883-1961), vernoemd naar Oscar II, werd zakenman
- Frits Eivind Egeberg (1884-1885, nog geen jaar oud)
- Ester Lucy Egeberg (1887-1962), huwde de militair Severin Finne
- Ferdinand Peder Egeberg (1889-1965), ingenieur
- Evelyn Hannah Egeberg (1898-1970), huwde kamerheer Herman Severin Løvenskiold.

Hij overleed als gevolg van een plotseling ontlading van een geweer in zijn zomerverblijf.

## Loopbaan
Net als zijn vader begon hij in het leger. Hij kwam terecht bij de Noorse marine als tweede luitenant, na eerst adelborst te zijn geweest. In die marinetijd studeerde hij Engels (1865-1868) en in 1874 werd hij bevorderd tot eerste luitenant. Na het overlijden van zijn vader in 1874 nam hij samen met zijn broer Einar Westye Egeberg (1851-1940) het roer over in de houtfirma Westye Egeberg & Co. Ze deden dat toen nog samen met hun oom Westye Martinus Egeberg, die verliet in 1893 het bedrijf om gezondheidsredenen.    
Na de kroning van Oscar II van Zweden werd hij aangesteld als Kamerheer ("kabinettskammerherre") aan dat hof en dat maakte hem een (Noorse) vertrouweling van die koning. In die functie kreeg hij allerlei koninklijke onderscheidingen: 
- Orde van de Italiaanse Kroon (1888)
- Legioen van Eer
- Portugese onderscheiding
- Orde van Karel III, Orde van Isabella de Katholieke
- Orde van Sint-Olaf, Orde van de Poolster
- Orde van de Dannebrog, na het huwelijk tussen Haakon VII van Noorwegen en Maud van Wales